# Gustav Adametz
Gustav Adametz (geboren 1854 in Schlesien; gestorben 1931) war ein deutscher Verwaltungsbeamter. Er amtierte von 1886 (kommissarisch) bzw. 1887 (endgültig) bis 1919 als Landrat des Kreises Osterode in Ostpreußen.

## Leben
Der ursprünglich aus Schlesien stammende Regierungsassessor Gustav Adametz war vor 1886 beruflich in Frankfurt (Oder) tätig. Er führte ab dem 6. Juli 1886 die landrätlichen Geschäfte in Osterode und wurde schließlich am 24. Mai 1887 durch Erlass der Königlichen Staatsregierung zum Landrat ernannt. Aufgrund seines katholischen Glaubens stieß er an seinem neuen Arbeitsort anfangs auf Vorurteile, was jedoch nur von kurzer Dauer war. Seine Dienstwohnung befand sich zunächst in der im Volksmund als „altes Schloss“ bezeichneten Burg Osterode, wo sich bis 1945 mehrere Dienststellen des Kreises befanden. Später bewohnte er das 343 ha große Gut Warglitten am Schillingsee.
In die Amtszeit von Adametz fielen die Gründung zahlreicher Meliorationsgenossenschaften, die Schaffung guter Verkehrsverhältnisse, die Hebung der Finanzwirtschaft des Kreises und die Förderung der Wohlfahrtspflege. So wurden unter anderem die großen Meliorationen an der oberen Drewenz und Welle fortgeführt und abgeschlossen, rund 24.000 Morgen Sümpfe in wertvolle Wiesen umgewandelt, das Eisenbahnnetz deutlich ausgebaut und die meisten Dorfstraßen gepflastert. Neben seiner Tätigkeit als Landrat gehörte er dem Kreistag (1892–1918) und dem Provinziallandtag (1894–1918) an.
Am 1. Mai 1919 wurde Adametz nach fast 33 Jahren auf eigenen Wunsch in den Ruhestand versetzt. Im folgenden Jahr leitete er als staatlicher Kommissar die Volksabstimmung vom 11. Juli 1920 im Kreis Osterode, in der infolge des Versailler Vertrages über die staatliche Zugehörigkeit des südlichen Ostpreußens abgestimmt wurde. In Adametz’ letzten Lebensjahren kam es zu einem Ringen um den Besitz des Gutes Warglitten, welches schließlich den Verlust des Gutes für die Familie zur Folge hatte.